# Sal Vulcano
Salvatore Edward Anthony Vulcano, zkráceně Sal Vulcano (* 6. listopadu 1976, New York, Spojené státy americké) je americký improvizátor, stand-up komik a herec. Je členem improvizační skupiny The Tenderloins. Nejvíce je známý účinkováním v pořadu Impractical Jokers, který se vysílá od roku 2011.

## Mládí
Narodil se 6. listopadu roku 1976 v New Yorku. Má italské, kubánské a portorické předky. Navštěvoval střední školu Monsignora Farrella. Právě zde se setkal s Joem Gattem, Brianem Quinnem a Jamesem Murrayem. Poté založil skupinu The Tenderloins. V roce 1998 získal bakalářský titul v oboru financí na St. John's University.

## Kariéra

### Začátek kariéry
V roce 1999 založil s ostatními členy improvizační skupinu The Tenderloins. Časem na YouTube začali nahrávat různé vtipné scény. V roce 2007 za to byli dokonce oceněni televizí NBC, když vyhráli soutěž o 100 000$.

### Impractical Jokers
První epizoda byla odvysílána 15. prosince roku 2011 na stanici TruTV. Show měla obrovský úspěch, a i proto pokračuje nadále, ale na stanici TBS.
V roce 2017 se stal dokonce nejtrestanějším účastníkem show. Z pořadu si odnesl dvě tetování Jadena Smitha.
V únoru 2021 byl za trest přejmenován do konce řady seriálu, jako Prince Herb.

### Vlastní Podcasty
Od roku 2013 vedl společně s Brianem Quinnem podcast What Say You?.
V roce 2023 založil podcast s Chrisem Distefano.

## Osobní život
Když mu byly čtyři roky, srazilo ho auto. Na stehnech má dvě tetování Jadena Smitha.
Obdržel řád Kentucky Colonel.
Je fanouškem týmu New York Yankees.
V květnu 2024 se objevil v podcastu Theo Vona This Last Weekend, kde prozradil, že se oženil se svou dlouholetou přítelkyní a má s ní dvacetiměsíční dceru.